# The Jackbox Party Pack
The Jackbox Party Pack — серия игр, которую с 2014 года издаёт компания Jackbox Games.

## Геймплей
Первая игра The Jackbox Party Pack вышла 26 ноября 2014 года. Каждая игра серии содержит в себе несколько режимов. Они рассчитаны на определённое количество игроков (начиная с 4-х, заканчивая 16-ми игроками, и 10,000 зрителей). С декабря 2020 года The Jackbox Party Pack поддерживает игру через Twitch для стримера и его аудитории.

## Отзывы
Мэтт Гарднер из Forbes писал, что серия оказала влияние на индустрию казуальных игр. Рецензируя The Jackbox Party Pack 9, вышедшую в 2022 году, он отмечал, что у разработчиков после ежегодного выпуска игр в течение 8 лет всё ещё остаются креативные идеи для новых частей. Оззи Мехиа из Shacknews также говорил о неизменном качестве новых игр серии, когда писал обзор к The Jackbox Party Pack 9. Уильям Сеннамо из Screen Rant в рецензии на 9 игру назвал её почти идеальной, подчеркнув, что она имеет лишь несколько небольших проблем. Люк Экройд из TheGamer составил топ серии, в котором на 1 место поставил The Jackbox Party Pack 3.
Помимо этого, журналисты констатировали популярность The Jackbox Party Pack в начале пандемии COVID-19.
Летом 2018 года, благодаря уязвимости в защите Steam Web API, стало известно точное количество пользователей Steam, которые хотя бы раз запускали игры серии The Jackbox Party Pack: первую часть — 307 175 человек, вторую — 299 913 человек, третью — 319 411 человек, четвёртую — 124 954 человек|.